# Suhita

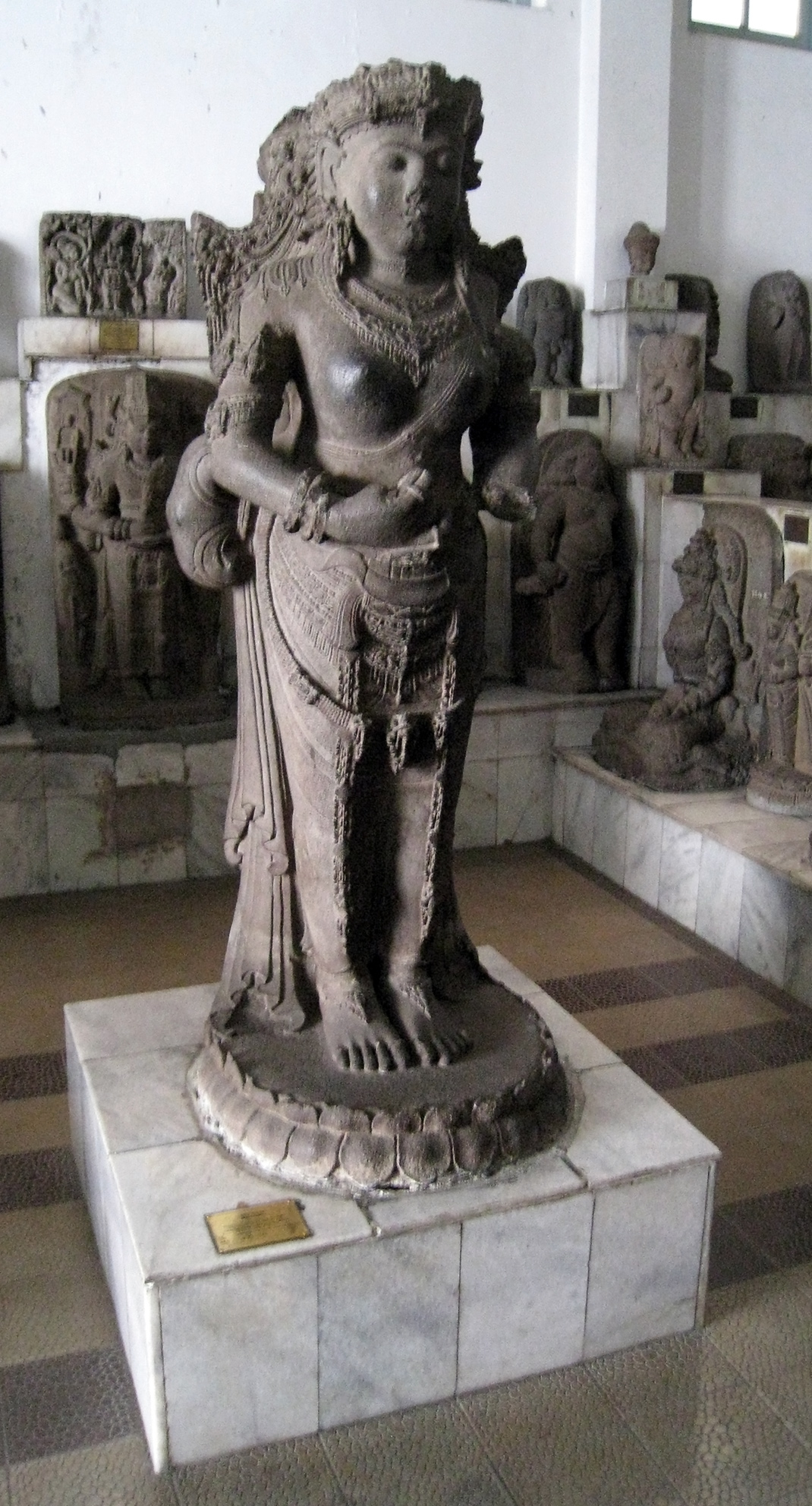
Staty av drottning Suhita av Majapahit.

Suhita, även kallad Soheeta, född 1406, död 1447, var Majapahitrikets sjätte monark och regerande drottning från 1429 till 1447.  

## Biografi
Suhita var dotter till kung Wikramawardhana, som hade erövrat tronen genom att gifta sig med kung Hayam Wuruks dotter prinsessan Kusumawardhani. Hennes mor var en konkubin, dotter till kung Hayam Wuruks son prins Wirabhumi, som hade besegrats och dödats av fadern i tronföljdskriget i Paregreg. Suhita efterträdde år 1429 sin far på tronen. Hon gifte sig aldrig och avled barnlös. Drottning Suhita efterträddes 1447 av sin bror, prins Kertawijaya.
Hennes regeringstid associeras med den östajavanesiska legenden om hjälten Damarwulan, som utspelade sig under ett krig mellan Majapahitriket och Blambangan. Hon var den enda av Majapahitrikets regenter som styrde som "jungfrudrottning", precis som jungfrudrottningen Prabu Kenya i legenden, och det fördes också ett krig mellan riket och Blambangan under hennes regeringstid. 
En monumental skulptur funnen i Tulungagung i östra Java, föreställande en kvinna i full kunglig regalia, har identifierats med Suhita.